# Greve (Fluss)
Die Greve ist ein 48 km langer Fluss in der Region Toskana in Italien, der die Metropolitanstadt Florenz von Süd nach Nord durchquert und in Florenz als linker Nebenfluss in den Arno mündet.

## Verlauf
Der Fluss entspringt am Nordhang des Berges Monte Querciabella, der zwischen Radda in Chianti (südlicher Teil, Chianti senese) und Greve in Chianti (nördlicher Teil, Chianti fiorentino) liegt. Zunächst durchfließt der Fluss den Ortskern von Greve in Chianti (236 Höhenmeter), um danach ab Passo dei Pecorai entlang der Strada Provinciale 3 (SP3) als Grenzfluss der Gemeinden Greve in Chianti und San Casciano in Val di Pesa zu fungieren. Ab Ferrone ist er Grenzfluss der Gemeinden San Casciano in Val di Pesa und Impruneta. Hier passiert er kurz darauf den Florence American Cemetery and Memorial. Ab Falciani folgt er der Via Cassia bis Tavarnuzze, wo er ins Gemeindegebiet von Florenz eintritt und die A1 (Autostrada del Sole) und dann die Certosa San Lorenzo di Galluzzo passiert. Hier stößt der Nebenfluss Ema hinzu. Kurz nach Ponte all’Asse (auch Ponte dell’Asse genannt) tritt er in das Gemeindegebiet von Scandicci (47 Höhenmeter) ein, welches er 3 km durchläuft, um dann bei Ponte a Greve wieder nach Florenz zu gelangen und hier bei Peretola in den Arno zu fließen.

## Bilder

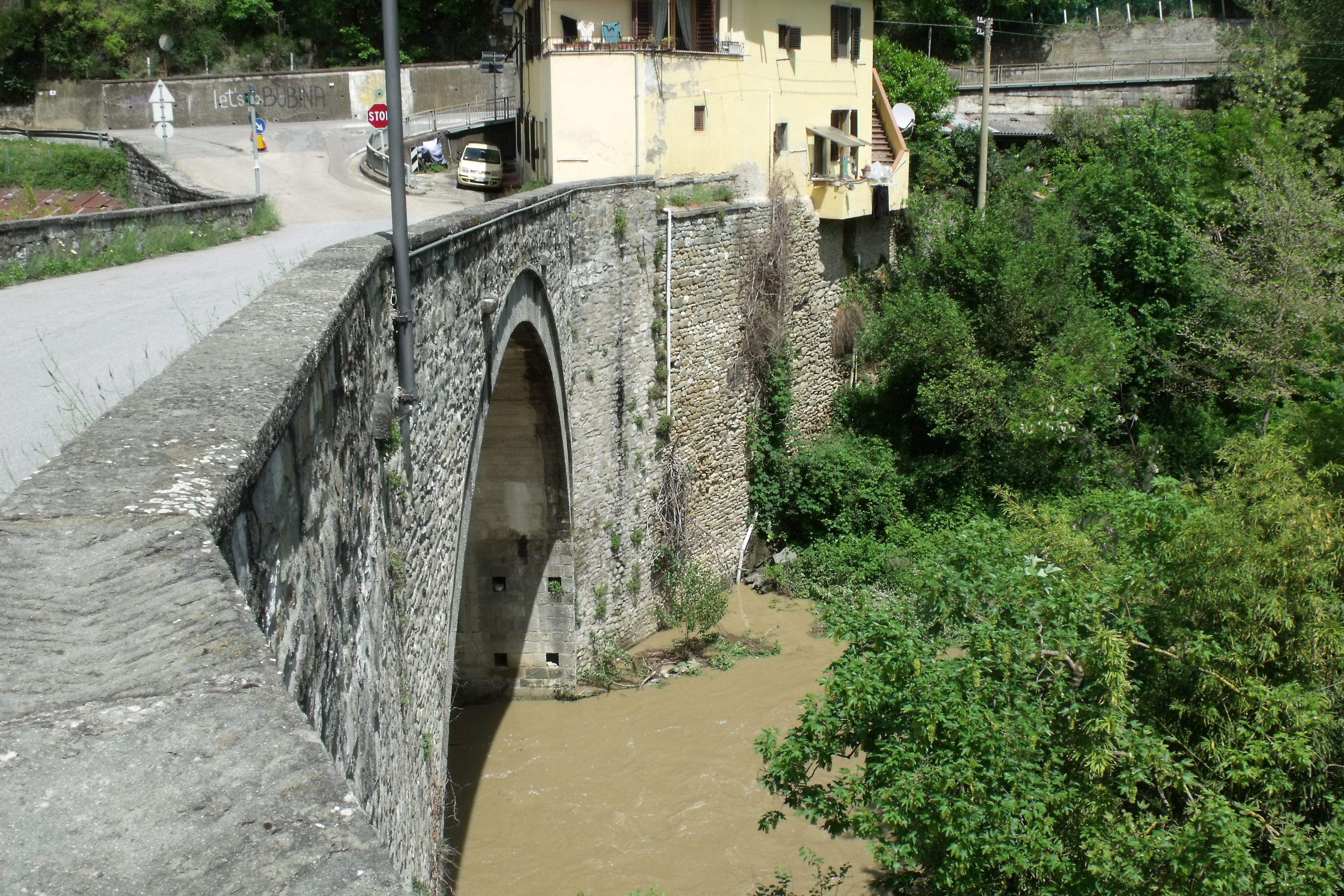
Ponte a Scopeti (zwischen Barberino Val d’Elsa und Impruneta)
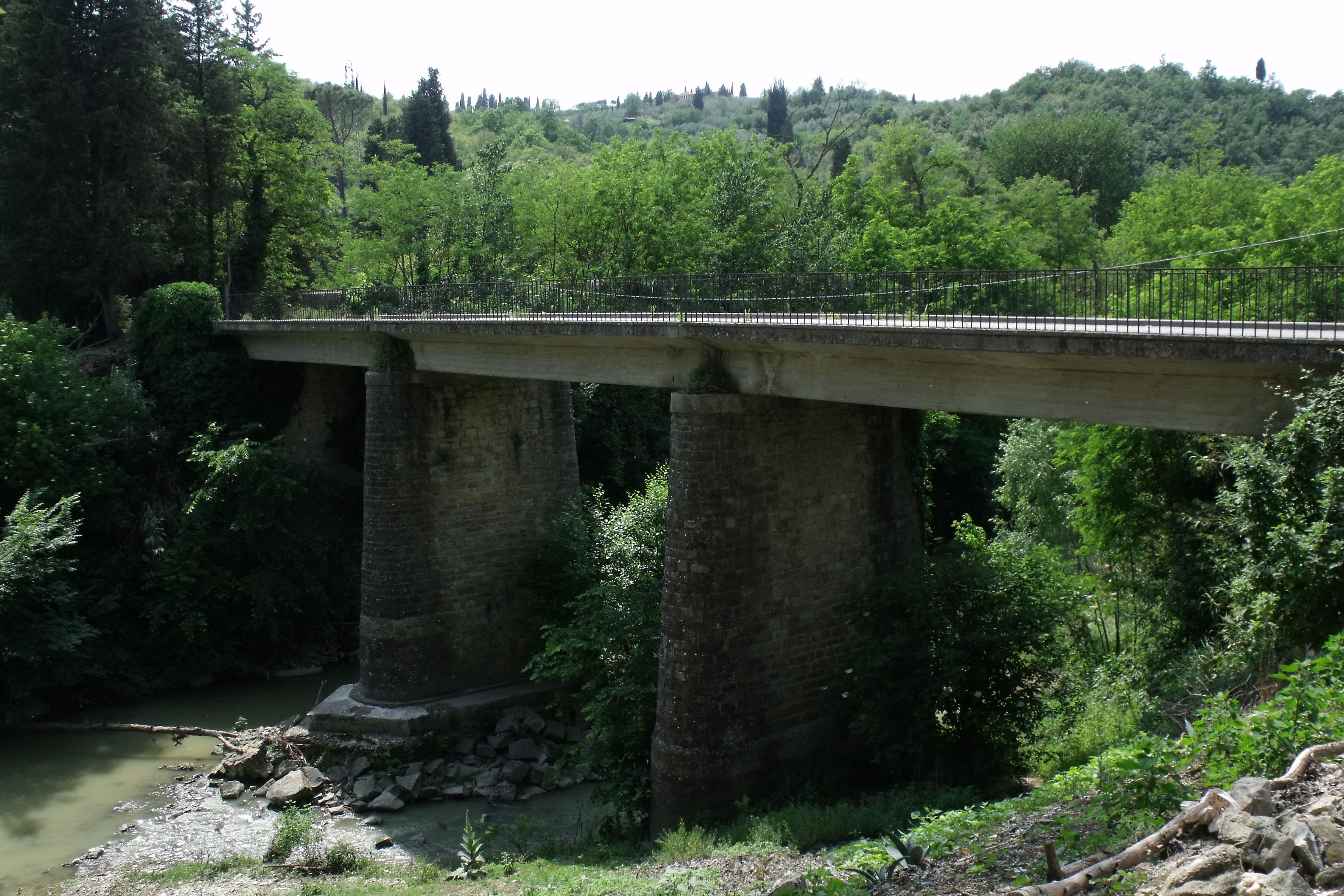
Ponte all’Asse (Ponte dell’Asse, bei Galluzzo, Florenz)
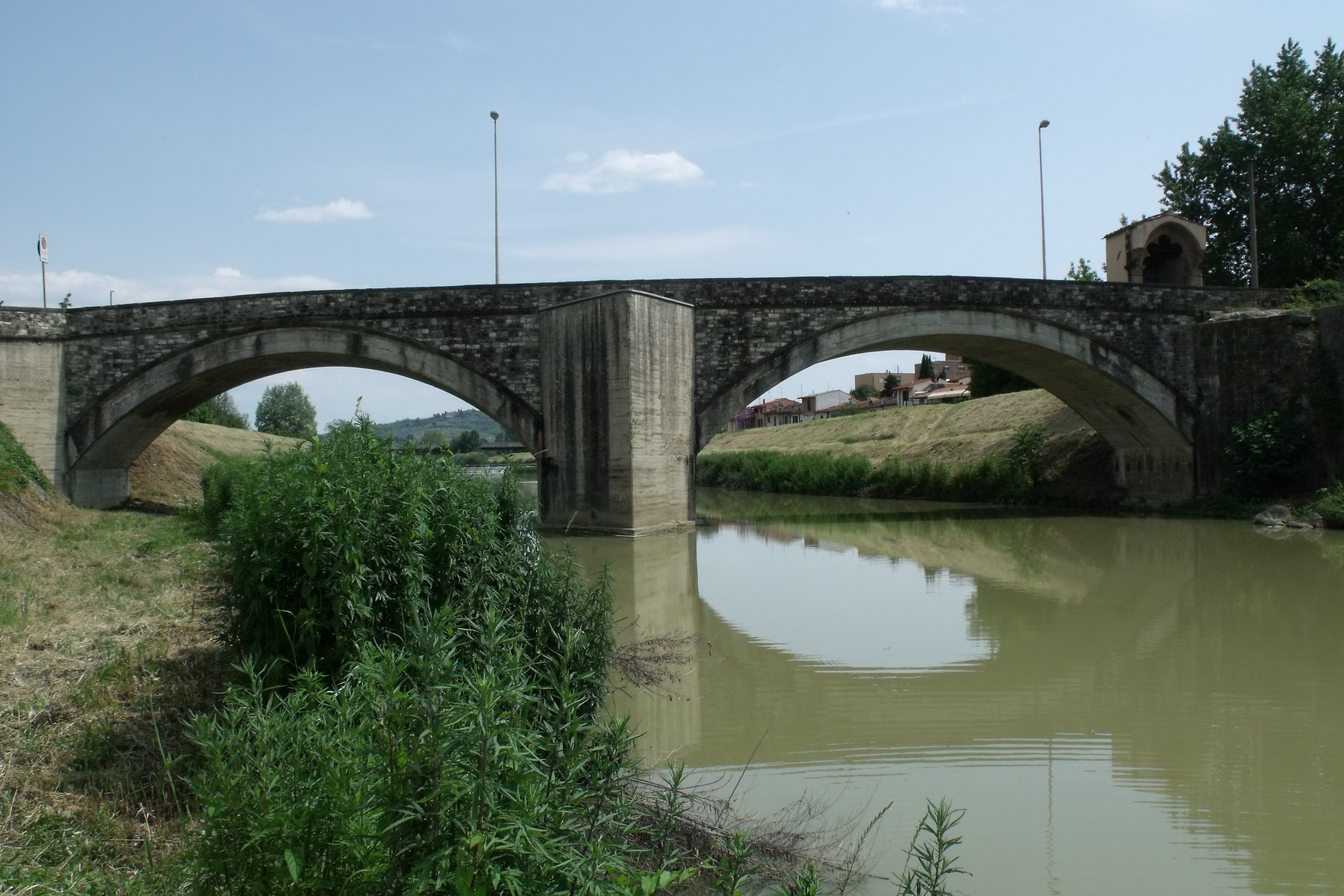
Ponte a Greve (bei Scandicci)
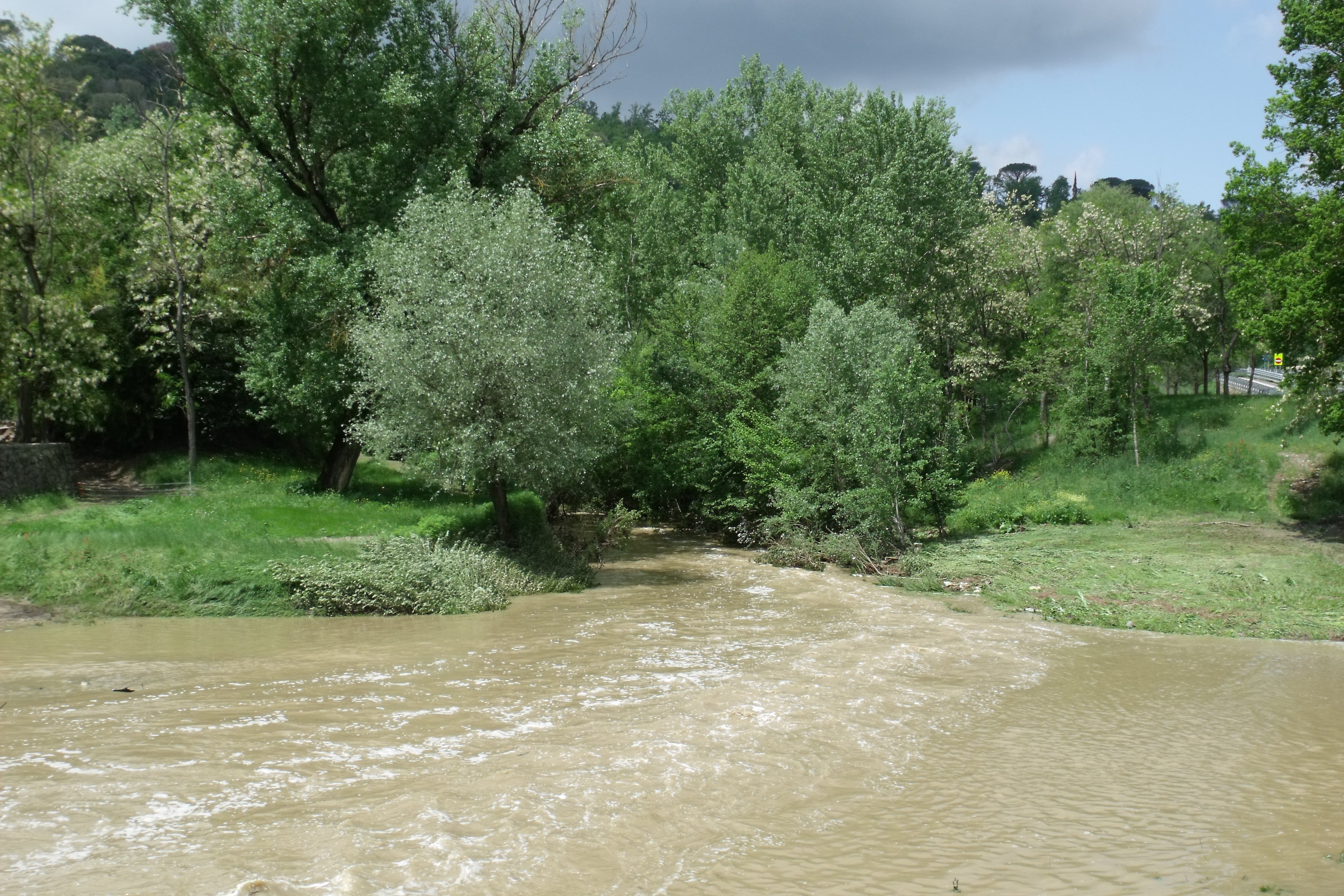
Die Greve nahe dem Florence American Cemetery and Memorial